# Les Amies de pension
Les Amies de pension est un conte d'Auguste de Villiers de l'Isle-Adam qui parut pour la première fois dans La Vie pour rire le 23 juin 1888.

## Résumé
Leurs familles ruinées par le Krach, Félicienne et Georgette, deux amies de pension, en sont réduites à mener une vie galante, - fêtes, plaisirs, soupers, amours, bals, courses et premières ! « Or, il advint qu'une fois, - par un de ces hasards de fins de soupers si fréquents dans la vie brillante, - Georgette fut accompagnée, au petit matin, chez elle, par le jeune Enguerrand de Testevuyde (l'“ami de cœur” de Félicienne) » ...

## Éditions
- 1888 -  La Vie pour rire semi-hebdomadaire, édition du 23 juin 1888, librairie Dentu à Paris.
- 1888 -  Gil Blas quotidien, édition du 27 août 1888 à Paris.
- 1888 - In Nouveaux contes cruels, Comptoir d'édition à Paris.